# Hospes scutellaris
Hospes scutellaris là một loài bọ cánh cứng trong họ Cerambycidae.